# Felipe Cazals
Felipe Cazals Siena (Ciudad de México, 28 de julio de 1937-Ciudad de México, 16 de octubre de 2021) fue un director, guionista y productor de cine mexicano. Fue galardonado varias veces con el Premio Ariel, y en 1973 recibió también, por la película Aquellos años, un premio especial por el Jurado del Festival de Cine en Moscú y el Oso de Plata, premio especial del jurado, en el Festival Internacional de Cine de Berlín de 1976 por la película Canoa y la Concha de Plata al mejor director en la edición 1985 del Festival Internacional de Cine de San Sebastián por Los motivos de Luz.

## Biografía

### Estudios
Felipe Cazals ingresó al Liceo Franco Mexicano, y a los pocos meses fue enviado a la Universidad Militar Latinoamericana (UMLA) en la colonia San Ángel. Una beca le permitió viajar a Francia, donde ingresó en el Instituto de Altos Estudios de Cinematografía  (incorporado desde 1986 a la Fémis, fundada ese año), en París. 

### Carrera artística
Regresó a México, donde realizó algunos cortometrajes para La hora de Bellas Artes. Fundó, con Arturo Ripstein, Rafael Castañedo y Pedro F. Miret, el grupo Cine Independiente, y produjo La hora de los niños, de Arturo Ripstein, y su propia película Familiaridades.
En 1970, presentó su ópera prima Emiliano Zapata, y a mediados de los setenta filmó tres de las más importantes películas de la cinematografía mexicana: Canoa, El apando y Las Poquianchis. En la década de 1980 filmó Bajo la metralla, Los motivos de Luz, El tres de copas y Las inocentes. A partir del año 2000 filma Su alteza serenísima, Digna...hasta el último aliento, Las vueltas del citrillo y, en Durango, en el 2009, Chico grande.
En la sección Panorama de la 54° Muestra Festival Internacional de Cine de Berlín participa con el documental Digna...hasta el último aliento, y en el 2004 recibió el Premio Mayahuel de Plata que le otorgó la Festival Internacional de Cine en Guadalajara, así como el Premio-Homenaje del 7º Festival Internacional de Cortometraje Expresión en Corto de Guanajuato y la Medalla de Plata de la Filmoteca de la UNAM. En la edición 2010 del Festival Internacional de Cine de San Sebastián inauguró la sección oficial con Chico grande.
En el 2008, se le entregó el Premio Nacional de Ciencias y Artes 2007 en el campo de las Bellas Artes.
La Universidad Autónoma de Sinaloa (UAS) y el Gobierno del Estado de Sinaloa firmaron, en febrero del 2012, un convenio de coproducción con la Productora Cuatro Soles Films, con el objetivo de establecer los términos para la filmación del largometraje cinematográfico titulado Ciudadano Buelna, donde se describe la vida y obra del general Rafael Buelna Tenorio, ícono de dicha casa de estudios y del estado de Sinaloa.

### Fallecimiento
Falleció el 16 de octubre de 2021.

## Películas
Dirigió, hasta el 2012:
| Año  | Obra                                       | Tipo       |
| ---- | ------------------------------------------ | ---------- |
| 1965 | Leonora Carrington o el sortilegio irónico | Documental |
| 1965 | Que se callen...                           | Documental |
| 1968 | La manzana de la discordia                 | Documental |
| 1969 | Familiaridades                             | Película   |
| 1970 | Emiliano Zapata                            | Película   |
| 1972 | El jardín de la Tía Isabel                 | Película   |
| 1972 | Aquellos años                              | Película   |
| 1973 | Los que viven donde sopla el viento suave  | Documental |
| 1976 | Canoa                                      | Película   |
| 1976 | El apando                                  | Película   |
| 1976 | Las poquianchis                            | Película   |
| 1977 | La güera Rodríguez                         | Película   |
| 1978 | El año de la peste                         | Película   |
| 1980 | Rigo es amor                               | Película   |
| 1981 | El Gran Triunfo                            | Película   |
| 1981 | Las siete cucas                            | Película   |
| 1982 | Bajo la metralla                           | Película   |
| 1985 | Los motivos de Luz                         | Película   |
| 1986 | El tres de copas                           | Película   |
| 1987 | La furia de un dios                        | Película   |
| 1988 | Las inocentes                              | Película   |
| 1991 | Desvestidas y alborotadas                  | Película   |
| 1991 | Burbujas de amor                           | Película   |
| 1993 | Kino: la leyenda del padre negro           | Película   |
| 2000 | Su alteza serenísima                       | Película   |
| 2004 | Digna...hasta el último aliento            | Película   |
| 2006 | Las vueltas del citrillo                   | Película   |
| 2009 | Chico grande                               | Película   |
| 2012 | Ciudadano Buelna                           | Película   |

## Premios y distinciones
Festival Internacional de Cine de San Sebastián
| Año  | Categoría                            | Película           | Resultado |
| ---- | ------------------------------------ | ------------------ | --------- |
| 1985 | Concha de Plata a la mejor dirección | Los motivos de Luz | Ganador   |

Festival Internacional de Cine de Berlín
| Año  | Categoría                                      | Película                              | Resultado |
| ---- | ---------------------------------------------- | ------------------------------------- | --------- |
| 1976 | Oso de Plata. Premio extraordinario del jurado | Canoa: memoria de un hecho vergonzoso | Ganador   |